# Свети Никола (Костур)
Свети Никола (грч. Άγιος Νικόλαος) је насељено место у општини Рупишта у периферији Западна Македонија, Грчка. Према попису из 2021. године било је 4 становника.
Након грађанског рата подигнуто је ново насеље Свети Никола, које је једно време било спојено са несељем Богацко.